# Lista de pinturas de Nuno Gonçalves
Esta é uma lista de pinturas atribuídas a Nuno Gonçalves, um dos maiores pintores portugueses do Renascimento. Em verdade, existe muita discussão sobre as obras que devem ser incluídas no conjunto da produção deste autor e da sua oficina de pintura, contudo, é geralmente aceite que as tábuas do Políptico de São Vicente de Fora se devem ao seu pincel.

## Pinturas atribuídas a Nuno Gonçalves
| Imagem | Detalhes | Atribuição                       | Datação      |
| ------ | --- | -------------------------------- | ------------ |
|        | Painel dos Frades (Painéis de São Vicente de Fora) Óleo e têmpera sobre madeira 207,2 × 64,2 cm Lisboa, MNAA                               | Geralmente aceite                | c. 1450–90   |
|        | Painel dos Pescadores (Painéis de São Vicente de Fora) Óleo e têmpera sobre madeira 211 × 91 cm Lisboa, MNAA                               | Geralmente aceite                | c. 1450–90   |
|        | Painel do Infante (Painéis de São Vicente de Fora) Óleo e têmpera sobre madeira 206,4 × 128 cm Lisboa, MNAA                                | Geralmente aceite                | c. 1450–90   |
|        | Painel do Arcebispo (Painéis de São Vicente de Fora) Óleo e têmpera sobre madeira 206 × 128,3 cm Lisboa, MNAA                              | Geralmente aceite                | c. 1450–90   |
|        | Painel dos Cavaleiros (Painéis de São Vicente de Fora) Óleo e têmpera sobre madeira 206,6 × 60,4 cm Lisboa, MNAA                           | Geralmente aceite                | c. 1450–90   |
|        | Painel da Relíquia (Painéis de São Vicente de Fora) Óleo e têmpera sobre madeira 206,5 × 63,1 cm Lisboa, MNAA                              | Geralmente aceite                | c. 1450–90   |
|        | São Vicente Atado à Coluna Óleo e têmpera sobre madeira 211 × 91 cm Fazia par com "São Vicente na Cruz em Aspa" Lisboa, MNAA               | Geralmente aceite                | c. 1450–90   |
|        | São Vicente na Cruz em Aspa (fragmento) Óleo e têmpera sobre madeira 209 × 40,8 cm Fazia par com "São Vicente Atado à Coluna" Lisboa, MNAA | Geralmente aceite                | c. 1450–90   |
|        | São Francisco Óleo e têmpera sobre madeira 117,9 × 90,3 cm Lisboa, MNAA                                                                    | Geralmente aceite                | c. 1450–90   |
|        | São Paulo Óleo e têmpera sobre madeira 137 × 84 cm Lisboa, MNAA                                                                            | Geralmente aceite                | c. 1450–90   |
|        | São Pedro Óleo e têmpera sobre madeira 135,8 × 80,3 cm Lisboa, MNAA                                                                        | Geralmente aceite                | c. 1450–90   |
|        | São Teotónio Óleo e têmpera sobre madeira 115,5 × 89,3 cm Lisboa, MNAA                                                                     | Geralmente aceite                | c. 1450–90   |
|        | Retrato de Santa Joana Princesa Óleo sobre madeira 60 × 40 cm Aveiro, Museu de Aveiro                                                      | Atribuição contestada            | c. 1472–75   |
|        | Ecce Homo Beja, Museu Rainha Dona Leonor; Setúbal, Convento de Jesus; Lisboa, MNAA (cópia)                                                 | Atribuição contestada            | Século XV    |
|        | O desembarque em Arzila (cartão) Cartões para tapeçarias                                                                                   | Atribuição fortemente contestada | c. 1475–1500 |
|        | O cerco a Arzila (cartão) Cartões para tapeçarias                                                                                          | Atribuição fortemente contestada | c. 1475–1500 |
|        | O assalto a Arzila (cartão) Cartões para tapeçarias                                                                                        | Atribuição fortemente contestada | c. 1475–1500 |
|        | A entrada em Tânger (cartão) Cartões para tapeçarias                                                                                       | Atribuição fortemente contestada | c. 1475–1500 |